# Tides
Tides (també coneguda com The Colony) és una pel·lícula de thriller de ciència-ficció alemanya-suïssa del 2021 en anglès dirigida i escrita per Tim Fehlbaum. La pel·lícula és protagonitzada per Nora Arnezeder, Iain Glen, Sarah-Sofie Boussnina i Joel Basman. Té lloc en un futur en què l'elit de la Terra abandona el planeta contaminat per establir-se en una colònia espacial a Kepler-209, i tracta d'un equip de Kepler que tornarà a la Terra diverses generacions més tard per comprovar si és adequat per a l'habitatge humà.
La pel·lícula es va estrenar al 71è Festival Internacional de Cinema de Berlín.

## Argument
Després que una catàstrofe global gairebé va acabar amb la humanitat a la Terra, les elits de la Terra es van dispersar a una colònia espacial a Kepler 209. Un jove astronauta anomenat Blake de la colònia Kepler torna a la Terra amb els seus companys astronautes Tucker i Holden. La seva missió és provar si la Terra és adequada per a l'habitació i la reproducció humana. Els residents de Kepler-209 tenen tecnologia moderna i viatges espacials, però es tornen infèrtils per l'alta radiació que hi ha. Aquest és el segon intent de tornar a la Terra.
La càpsula espacial aterra bruscament en un pla de marea prop de l'Henderson Hub, un feix meteorològic que transmet dades de telemetria a Kepler-209. Holden és assassinat, mentre que Tucker se suïcida després que una banda d'humans fèrtils, sobrenomenada "Els fangs", el fereixen mortalment i els capturen a ell i a Blake, i elimina la tecnologia de la llançadora. Blake queda atrapada pels fangs i gairebé s'ofega, però és salvada per una noia anomenada Maila.
Els fangs són envaïts per un grup hostil que segresta molts d'ells. Els porten a un vaixell de càrrega que s'eleva per sobre de les freqüents inundacions i tempestes. Els atacants estan liderats per Gibson, un antic resident de Kepler-209  que va sobreviure a una missió anterior a la Terra dirigida pel pare de Blake, i que una vegada es va pensar que tenia supervivents, ja que la seva càpsula va ser destruïda pel seu equip de comunicacions.
Blake s'adona que és fèrtil i coneix els fills dels Fangs, que Gibson està educant. Gibson afirma que els arbres van matar el pare de Blake, però Blake s'assabenta que va ser bloquejat perquè va caure amb els arbres, creient que els residents de Kepler no haurien de tornar mai a la Terra. Gibson presenta Blake al seu fill adoptiu i a la seva parella; ella diu que la va salvar a ella i al seu fill d'una mort segura. Després d'una breu reunió, Blake descobreix que les noies estan sent captives pels futurs plans de cria de Gibson. Ella fa costat als fangs, ataca els guàrdies i allibera les noies i les seves famílies.
Després d'alliberar els fangs, va a alliberar el seu pare. Nota que Gibson es mou cap a l'Henderson Hub. Blake descobreix que el fill adoptiu de Gibson, Neil, és en realitat el seu mig germà (després que el seu pare va embarassar la mare de Neil). La informació de fertilitat del pare de Blake és comunicada a temps per Gibson des del biòmetre de proves de fertilitat de Keplers. Ella intenta evitar que les notícies de la Terra es transmetin a Kepler-209, però Gibson envia les dades. Blake escanya i ofega Gibson, gairebé ofegant-se ella mateixa, però la mare de Maila la rescata i la reviu. Blake i el seu pare es reuneixen amb els Fangs i Neil i se'n van en un remolcador. Una escena final mostra els nens dels Fangs amagats dels anteriors assaltants de Kepler observant amb por una aproximació de figures a través de la boira, que resulten ser els seus pares segrestats que tornen a casa sense perill.

## Rodatge
La pel·lícula es va rodar a Alemanya i Suïssa.
- Les zones de marees alemanyes (l'illa de Neuwerk al mar de Wadden entre els estuaris del Weser i l'Elba) es van utilitzar per a entorns costaners.
- Basilea es va utilitzar per a la comunitat Kepler.

## Repartiment
El repartiment inclou:
- Nora Arnezeder com a Louise Blake, una astronauta
  - Cloé Albertine Heinrich com la jove Louise
- Iain Glen com a Gibson, un astronauta Kepler de la primera missió
- Sarah-Sofie Boussnina com a Narvik, un habitant dels fangs
- Joel Basman com a Paling, un habitant de fangs que serveix com a tinent de Gibson
- Sebastian Roché com a Blake, el pare de Louise (part de la primera missió)
- Bella Bading com a Maila, la filla de Narvik
- Sope Dirisu com a Tucker, un astronauta de la segona missió

## Llançament
L'11 de febrer de 2021 es va anunciar que la pel·lícula tindria la seva estrena mundial al 71è Festival Internacional de Cinema de Berlín a la secció Berlinale Special. La pel·lícula va estar disponible a Netflix als Estats Units l'11 de gener de 2022.

## = Resposta crítica
Al lloc web de l'agregador de ressenyes Rotten Tomatoes, el 54% de les crítiques de 28 crítiques són positives, amb una valoració mitjana de 5,6/10. A Metacritic, la pel·lícula té una puntuació de 48 sobre 100, basada en 5 crítics, indicant "crítiques mixtes o mitjanes".

### Reconeixements
| Premi                                                   | Categoria                                               | Nominat(s)                               | Resultat  |
| ------------------------------------------------------- | ------------------------------------------------------- | ---------------------------------------- | --------- |
| Festival Internacional de Cinema Fantàstic de Neuchâtel | Premi RTS del Públic                                    | Tim Fehlbaum                             | Guanyador |
| Festival Internacional de Cinema Fantàstic de Neuchâtel | Premi Imaging The Future al Millor producció de disseny | Julian R. Wagner                         | Guanyador |
| Festival Internacional de Cinema Fantàstic de Neuchâtel | Millor pel·lícula                                       | Tim Fehlbaum                             | Nominat   |
| Bayerischer Filmpreis                                   | Millor direcció                                         | Tim Fehlbaum                             | Guanyador |
| Bayerischer Filmpreis                                   | Millor Fotografia                                       | Markus Förderer                          | Guanyador |
| Deutscher Filmpreis                                     | Millor So                                               | Lars Ginzel, Frank Kruse, Markus Stemler | Nominat   |
| Deutscher Filmpreis                                     | Millor banda sonora de pel·lícula                       | Lorenz Dangel                            | Guanyador |
| Deutscher Filmpreis                                     | Millor Disseny de Producció                             | Julian R. Wagner                         | Guanyador |
| Deutscher Filmpreis                                     | Millor disseny de vestuari                              | Leonie Zykan                             | Nominat   |
| Deutscher Filmpreis                                     | Millor maquillatge                                      | Sabine Schumann                          | Guanyador |
| Deutscher Filmpreis                                     | Millors efectes visuals                                 | Denis Behnke                             | Guanyador |